# Sankta Katarina kyrka, Malmö
Sankta Katarina kyrka, ofta kallad Katarinakyrkan, var en kyrkobyggnad i Malmö. Den var tidigare församlingskyrka i Malmö Sankt Pauli församling i Lunds stift.

## Kyrkobyggnaden
Kyrkan byggdes 1960 och var fram till sommaren 2002, då den avsakraliserades och togs ur bruk, en privatägd kyrkolokal som användes av Svenska kyrkan. Riksbyggens bostadsrättsförening Malmöhus 10 var byggnadens formella ägare. Från 2002 till 2008 användes kyrkan som gudstjänstlokal för United Öresundskyrkan och därefter av muslimska församlingen i Malmö. Byggnaden revs 2016 för att lämna plats åt ett seniorboende. En del inventarier såsom mosaikutsmyckningar och takplattor togs tillvara för att integreras i det nya bygget.